# کلاته شیر
کلاته شیر یا استخردراز روستایی در دهستان لانو بخش درح شهرستان سربیشه استان خراسان جنوبی ایران است.

## جمعیت
بر پایه سرشماری عمومی نفوس و مسکن در سال ۱۳۹۵ جمعیت این روستا ۱۲۹ نفر (۴۵خانوار) بوده‌است.